# Stružnická dolina
Stružnická dolina je přírodní rezervace v oblasti Poloniny.
Nachází se v katastrálním území obce Stakčín v okrese Snina v Prešovském kraji. Území bylo vyhlášeno či novelizováno v roce 1982 na rozloze 2,2400 ha. Ochranné pásmo nebylo stanoveno.